# Platinum Arena
Die Platinum Arena (russisch Платинум Арена) ist eine Eissporthalle in der russischen Stadt Chabarowsk in der gleichnamigen Region. Die Halle ist Austragungsort der Heimspiele von Amur Chabarowsk aus der Kontinentalen Hockey-Liga.

## Geschichte
Die 2003 eröffnete Platinum Arena wird hauptsächlich für Eishockeyspiele genutzt. Der Eishockeyverein Amur Chabarowsk aus der Kontinentalen Hockey-Liga (KHL) trägt seit der Eröffnung der Arena 2003 seine Heimspiele in der Eishalle aus. Ebenfalls in der Arena ansässig war Golden Amur aus der Asia League Ice Hockey, das Farmteam Amurs, welches hier seine Heimspiele während der Saison 2004/05, der einzigen seines Bestehens, bestritt.